# ديلقهم (حديبو)

تعديل مصدري - تعديل

ديلقهم إحدى قرى مديرية حديبو التابعة لمحافظة سقطرى، بلغ تعداد سكانها 13 نسمة حسب تعداد اليمن لعام 2004.